# Долне Обдоковце (район Нитра)
Долне Обдоковце (словац. Dolné Obdokovce; венг. Alsóbodok) — деревня в западной Словакии района Нитра одноименного края.
Находится в Дунайской низменности к югу от горного массива Трибеч в 12 км от административного центра края г. Нитры.

## История
Согласно археологическим раскопкам, нынешняя территория Долне Обдоковце была заселена в каменном веке, поэтому здесь находят предметы лендьельской культуры, керамику бронзового века.
Дольне Обдоковце впервые упоминается в документах, как Бодок в 1228 году. После возникновения Нитранского княжества вошла в состав Великой Моравии. В 1549 году перешла во владение Епархии Нитры. В 1586 и 1664 годах серьёзно пострадала от нашествия войск Османской империи.
До 1918 года входила в состав Венгерского королевства, затем — Чехословакии, ныне — Словакия.

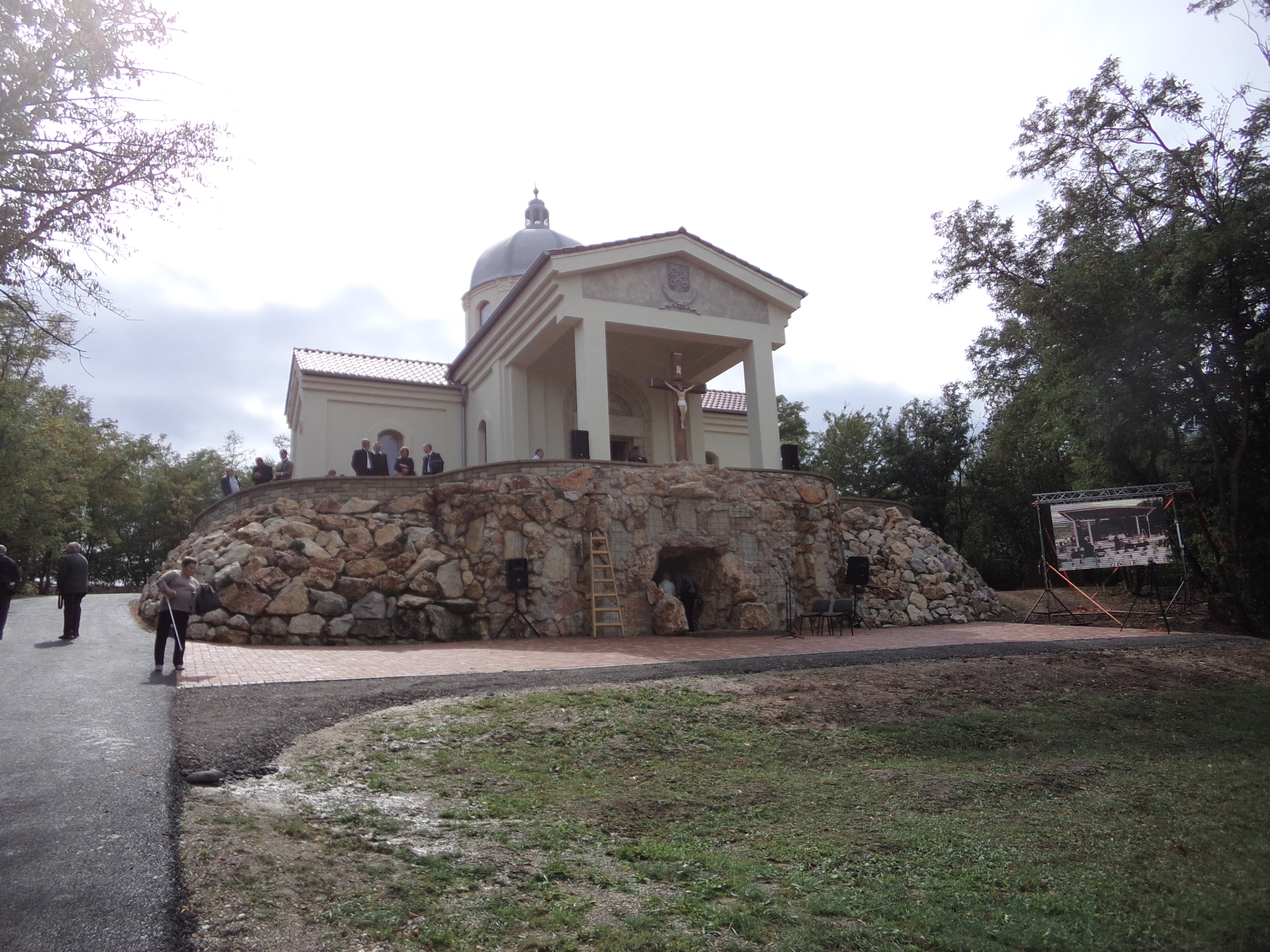

## Население
| Год:                | 1994 | 2004 | 2014    | 2024    |
| ------------------- | ---- | ---- | ------- | ------- |
| Количество человек: | 1111 | 1111 | 1193    | 1130    |
| Разница:            |      | +0 % | +7,38 % | −5,28 % |

## Достопримечательности
- Римско-католическая церковь, построенная в XII веке и расширенная в 1796 году.

## Персоналии
- Здесь похоронен Эстерхази, Янош (1901—1957) — граф, политический деятель Словакии времён Второй мировой войны.